# Paraembolides
Genre
Paraembolides est un genre d'araignées mygalomorphes de la famille des Hexathelidae.

## Distribution
Les espèces de ce genre sont endémiques d'Australie. Elles se rencontres en Nouvelle-Galles du Sud, au Queensland et dans le Territoire de la capitale australienne.

## Liste des espèces
Selon World Spider Catalog (version 13.5, 2013) :
- Paraembolides boycei (Raven, 1978)
- Paraembolides boydi (Raven, 1978)
- Paraembolides brindabella (Raven, 1978)
- Paraembolides cannoni (Raven, 1978)
- Paraembolides grayi (Raven, 1978)
- Paraembolides montisbossi (Raven, 1978)
- Paraembolides tubrabucca (Raven, 1978)
- Paraembolides variabilis (Raven, 1978)

## Publication originale
- Raven, 1980 : The evolution and biogeography of the mygalomorph spider family Hexathelidae (Araneae, Chelicerata). Journal of Arachnology, vol. 8, no 3, p. 251-266 (texte intégral).